# Tjung
Der Tjung (russisch Тюнг) ist ein 1092 km langer linker Nebenfluss des Wiljui in Sibirien (Russland, Asien).
Der Tjung entspringt in etwa 460 m Höhe im nordöstlichen Teil des Mittelsibirischen Berglandes und durchfließt zunächst das Bergland in östlicher, später zumeist stark mäandrierend die Mitteljakutische Niederung in südöstlicher Richtung. Dabei bleibt der Fluss immer auf dem Territorium der Republik Sacha (Jakutien) und mündet schließlich vier Kilometer oberhalb der Stadt Wiljuisk in den Wiljui.
Das Einzugsgebiet des Tjung umfasst 49.800 km². Die mittlere monatliche Wasserführung beträgt 180 m³/s. In Mündungsnähe ist der Fluss etwa 150 Meter breit, bis zu zwei Meter tief, und seine Fließgeschwindigkeit beträgt 0,6 m/s. Die wichtigsten Nebenflüsse sind Tschimidikjan (Чимидикян) und Dschippa (Джиппа), beide von links.
Der Tjung gefriert von Oktober bis in die zweite Maihälfte/ Anfang Juni.
Er ist im Unterlauf auf 273 km ab der Anlegestelle Talygninskaja schiffbar, wird jedoch für die reguläre Binnenschifffahrt nicht genutzt, da er durch dünn besiedeltes und wenig wirtschaftlich genutztes Gebiet fließt.
Links (östlich) des Mittellaufes des Tjung, im Bereich der Einmündung der Dschippa, gibt es Sanddünengebiete (sog. Tukulane), die eine Gesamtfläche von 167 km² einnehmen.